# 渡辺真弓 (建築史学者)
渡辺 真弓（わたなべ まゆみ、女性、1948年 - ）は、日本の建築史学者、東京造形大学名誉教授。専門は西洋建築史・都市史。

## 来歴
東京都出身。東京大学工学部建築学科卒業、同大学院修士課程修了。1976-1977年イタリア政府給費留学生としてパドヴァ大学に学ぶ。1979年東京造形大学専任講師、助教授、教授、2014年退任、名誉教授。
2008年「16世紀ヴェネツィア共和国の都市と建築 アンドレア・パラーディオおよび同時代の建築家たちの都市ヴェネツィアとの関わりに関する研究」で東京大学工学博士。

## 著書
- 『石は語る 建築は語る』鈴木哲威絵 ほるぷ出版 科学者からの手紙 1983
- 『ルネッサンスの黄昏 パラーディオ紀行』丸善・建築巡礼 1988
- 『パラーディオの時代のヴェネツィア』中央公論美術出版 2009
- 『イタリア建築紀行　ゲーテと旅する7つの都市』平凡社 2015

共著
- 『図説 西洋建築史』彰国社 2005

陣内秀信・太記祐一・中島智章・星和彦・横手義洋・渡邊道治共編
訳書
- クリストファー・ヒッバート『歴史の都の物語　世界史をいろどった21の都市』上下、芦原初子共訳 原書房 1992
- ヴィトルト・リプチンスキ『完璧な家　パラーディオのヴィラをめぐる旅』白水社 2005。ISBN 978-4560027028